# Первомайський (Чаришський район)
Первома́йський (рос. Первомайский) — селище у складі Чаришського району Алтайського краю, Росія.

## Населення
Населення — 118 осіб (2010; 169 у 2002).
Національний склад (станом на 2002 рік):
- росіяни — 99 %